# Octavario por la unidad de los cristianos

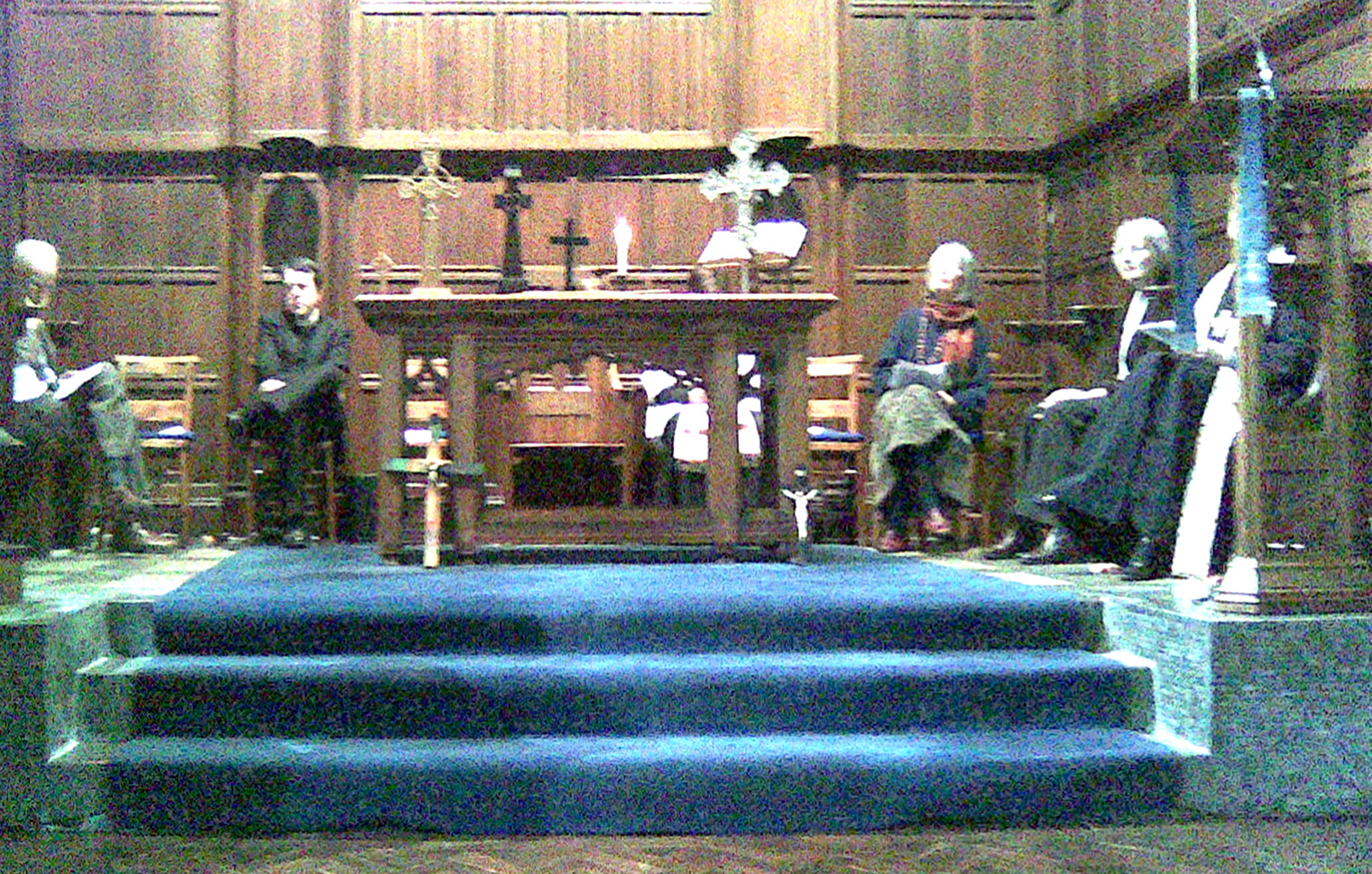
Cruces cristianas en un servicio conjunto de la Semana de oración por la unidad de los cristianos

El Octavario por la unidad de los cristianos, conocido también como Semana de oración por la unidad de los cristianos es una práctica cristiana ecuménica que se celebra entre el 18 de enero y el 25 de enero. En algunos países del hemisferio sur se celebra  entre el Día de la Ascensión y Pentecostés.
Esta semana de oración  es coordinada por el Consejo Mundial de Iglesias, y la Iglesia católica, que aunque no es miembro del Consejo tiene en él el estatus de observadora. De este modo, en esta semana de oración participan la Iglesia asiria del Oriente, la Iglesia católica, las Iglesias ortodoxas orientales, la Iglesia veterocatólica, la Iglesia Morava, las Iglesias luteranas, la Comunión Anglicana, las Iglesias menonitas, las Iglesias metodistas y las Iglesias reformadas, así como las Iglesias bautistas y las Iglesias pentecostales.

## Origen
La Semana de Oración por la Unidad de los Cristianos se celebró por primera vez en enero de 1908, como el Octavario por la unidad de los cristianos, cerca de Nueva York, en la capilla del convento Franciscano de la Reconciliación de la Iglesia Episcopal. Fue promovida por el padre Paul Wattson, estadounidense, cofundador con la madre Lurena White de la Sociedad de la Expiación, que unos meses después fue acogida por la Iglesia católica.  
Watson, que en ese momento aun era episcopaliano, impulsó esa oración por la unidad de los cristianos durante ocho días, comenzando el 18 de enero, día en el que la Iglesia católica celebraba en esos años la Cátedra de San Pedro, y el 25 de enero,  Fiesta de la Conversión de San Pablo (después del Vaticano II, la Fiesta de la cátedra de San Pedro fue trasladada en el calendario romano general al 22 de febrero). Esta idea había ido madurando en conversaciones de Watson con el reverendo Spences Jones que en 1907 sugirió que se reservase un día para la oración por la unidad de los cristianos; Watson acogió esa idea pero la amplió a una semana, tomando como inicio y final las fechas que se han mantenido hasta ahora.
El Papa Pío X bendijo oficialmente esta idea  y Benedicto XV alentó su observancia en toda la Iglesia católica, concediendo mediante el breve Romanorum Pontificum distintas indulgencias. Durante un tiempo, Wattson cambió el nombre de esta práctica, llamándole "Octava de la Cátedra de la Unidad", para enfatizar la relación entre la unidad cristiana y la Sede Petrina (es decir, el papado).
Los líderes protestantes a mediados de la década de 1920 también propusieron una octava anual de oración por la unidad entre los cristianos,  antes del domingo de Pentecostés (la conmemoración tradicional del establecimiento de la Iglesia), iniciándose por tanto en la fiesta de la Ascensión del Señor

## Evolución
El abad Paul Couturier de Lyon (Francia), que ha sido llamado "el padre del ecumenismo espiritual",  dio un enfoque ligeramente diferente al del padre Wattson, abogando  por la oración "por la unidad de la Iglesia como Cristo quiere, y de acuerdo con los medios que él quiere", favoreciéndose así que otros cristianos con diferentes puntos de vista del ministerio petrino se unan a la oración. En 1935, propuso nombrar la observancia como "Semana Universal de Oración por la Unidad de los Cristianos", propuesta aceptada por la Iglesia Católica en 1966. El mensaje del Padre Couturier influyó en una monja sarda, la Beata Hermana María Gabriella de la Unidad, cuya profunda, piadosa y sacrificada devoción por la causa de la unidad es considerada por Roma como un ejemplo a seguir.
En 1941, la  Faith and Order Commission (Fe y Constitución, en español), un grupo de cristianos de distintas confesiones, que de algún modo sirvió de germen al Consejo Mundial de las Iglesias promovió que esa semana de oración por la unidad de la Iglesia se celebrase en las mismas fechas que la observada por los católicos. En 1948, se constituyó formalmente el Consejo Mundial de Iglesias (un organismo que incluye, entre otras, a la mayoría de las iglesias ortodoxas del mundo, así como a muchas anglicanas, baptistas, luteranas, metodistas,  Reformadas,, Iglesias Unidas e Independientes); desde ese momento la Semana de Oración por la Unidad de los Cristianos ha sido cada más reconocida por diferentes iglesias en todo el mundo. 
En 1958, el grupo católico francés Unité Chrétienne y la Comisión Fe y Constitución del Consejo Mundial de Iglesias comienzan la preparación cooperativa de materiales para la Semana de Oración. Desde el año 1968 cada año por parte de la Comisión de Fe y Constitución y el Consejo Pontificio para la Promoción de la Unidad de los Cristianos, se prepara un material común para su utilización durante el octavario. La colaboración y la cooperación entre estas dos organizaciones ha aumentado de manera constante desde entonces, lo que ha dado lugar recientemente a publicaciones conjuntas en el mismo formato. 

## Actualidad
En el hemisferio sur, donde enero es un tiempo de vacaciones, las iglesias a menudo encuentran otros días para celebrar la semana de oración, por ejemplo alrededor de Pentecostés (como sugirió originalmente el movimiento Fe y Constitución en 1926, y el Papa León XIII en 1894 ), que también es una fecha simbólica de la unidad de la iglesia. 
La Semana de Oración por la Unidad de los Cristianos 2008 se celebró como el centenario de esta práctica de oraciones por la unidad. Para la Semana 2012, se eligió el texto bíblico 1 Co 15, 51 con el tema "Todos seremos transformados". La Semana de 2016 es proporcionada por las Iglesias de Letonia y el tema es que todos los cristianos están 'llamados a proclamar los poderosos actos del Señor'. (1 P 2, 9)  El tema de la semana de oración en 2019, "Justicia, y solo justicia, perseguirás ..." está inspirado en Dt 16, 18-20, en 2020 los materiales para esta semana de oración fue preparada por la iglesia de Malta, y tomo como lema, "Nos trataron con una solicitud poco común" (Hch 28, 2) las palabras con que los Hechos de los Apóstoles se refieren a la acogida en la isla de Malta a Pablo y a sus compañeros tras el naufragio de la nave que le llevaban a Roma. El lema de la semana de 2021 son las palabras del Señor: "Permaneced en mi amor y daréis fruto en abundancia" (Jn 15, 5-9)